# Flaga Ludowo-Demokratycznej Republiki Jemenu
Flaga Ludowo-Demokratycznej Republiki Jemenu – flaga państwa istniejącego w latach 1967–1990 na Półwyspie Arabskim.

## Wygląd
Flaga Jemenu Południowego to prostokąt z trzema pasami, o kolorach (od góry) czerwonym, białym i czarnym. Każdy pas ma jednakową szerokość. Kolory te uznawane są barwy panarabskie i często występują na flagach państw arabskich, m.in. Egiptu, Iraku i Syrii. Dodatkowo na fladze znajduje się błękitny trójkąt wraz z czerwoną gwiazdą.